# Семиходы
Семиходы — железнодорожная станция на Украине, в ближайших окрестностях Чернобыльской АЭС и города Припять. Во время войны станция прекратила принимать поезда из Славутича.

## Общие сведения
Использовалась сотрудниками атомной станции, ездящими на работу из города Славутича. Входит в участок Чернигов — Овруч — однопутная железнодорожная линия длиной 177,5 км и шириной колеи 1520 мм, относящаяся к Юго-Западной железной дороге часть широтного хода, связывающего северо-восточные и северо-западные области Украины. Поезд, следующий на станцию, проезжает вблизи покинутой людьми Припяти, время в пути от Славутича 44-45 минут.
Платформа оборудована платформенными раздвижными дверьми, как у станций метро типа «горизонтальный лифт», электропоезд останавливается «дверь в дверь», чтобы пассажиры могли выйти. Станция оборудована постом полиции со стойками радиационного контроля, раздевалками, крытыми переходами.

## Пассажирское сообщение
На участке Славутич — Семиходы для обслуживания персонала ГСП ЧАЭС и подрядных организаций курсировали арендованные Государственным Предприятием «Чернобыльсервис» у депо Чернигов Юго-Западной железной дороги электропоезда серии ЭР9Т сообщением Славутич — Семиходы (2—4 пары в зависимости от дня недели). Проверка наличия пропусков у пассажиров, садящихся на поезд в Славутиче обычно не производилась, все они — работники ЧАЭС. Однако проверка была возможна, а на самой станции уже происходила рутинно (и чревата ответственностью за проникновение в зону отчуждения). По пути до станции Семиходы поезд дважды пересекал границу с Белоруссией, въезжая на её территорию по мосту через Днепр, но не останавливаясь на её территории. Пограничного контроля нет, всю железнодорожную ветку обслуживали украинские железнодорожники.

## История
Открыта в 1987 году в рамках проекта по обеспечению сотрудников Чернобыльской АЭС транспортным сообщением с новым городом Славутичем.